# Ruta (cognome)
Ruta è un cognome di lingua italiana.

## Varianti
Rutini, Rutino.

## Origine e diffusione
Cognome tipicamente panitaliano, è presente prevalentemente in Italia centrale.
Potrebbe derivare dalla ruta, pianta, dal greco rytē, "ruta". Non si escludono incroci con il toponimo Rutino.

## Persone
- Maria Caterina Ruta (1941) – docente e ispanista italiana
- Maria Teresa Ruta (1932) – annunciatrice italiana
- Maria Teresa Ruta (1960) – showgirl e conduttrice televisiva italiana, nipote dell'omonima annunciatrice